# 抽水乡
抽水乡，是中华人民共和国吉林省白山市抚松县下辖的一个乡镇级行政单位。

## 行政区划
抽水乡下辖以下地区：
抽水村、永泉村、北沟村、芝阳村、东大村和碱场村。